# 김태문
김태문(? ~ )은 조선민주주의인민공화국의 정치인이다. 흥남비료연합기업소 당 책임비서 겸 조선로동당 중앙위원회 후보위원이다.

## 경력
2005년 흥남비료연합기업소 당 책임비서를 맡았으며, 2010년 9월 조선로동당 중앙위원회 후보위원에 선출되었다.

## 기타
2011년 12월 김정일 사망 당시에 국가 장의위원회 위원을 맡았다.